# 검은 휘파람
"검은 휘파람"은 1991년에 개봉한 대한민국의 영화이다.

## 캐스팅
- 나한일 : 오작두 역
- 조현숙 : 정숙화 역
- 송금식 : 태천수 역
- 전호진 : 강청민 역
- 진봉진 : 고승수 역
- 이해룡 : 조 형사 역
- 김춘식 : 와꾸 역
- 이주철 : 짝귀 역
- 최명래 : 희웅 역
- 김종철 : 킹콩 역
- 한봉구 : 독사 역
- 김기홍 : 들쥐 역
- 임민업 : 코브라 역
- 조태봉 : 물개 역
- 최명호 : 덕팔 역
- 문미봉 : 어머니 역
- 정선우 : 이영자 역
- 신진이 : 어린 현예순 역
- 김기범 : 오작두 부하 1 역
- 박순길 : 오작두 부하 2 역
- 신재명 : 오작두 부하 3 역
- 김학성 : 태천수 부하 1 역
- 정명길 : 태천수 부하 2 역
- 허진화 : 태천수 부하 3 역
- 최수암 : 킹콩부하 1 역
- 임춘길 : 킹콩부하 2 역
- 조석현 : 킹콩부하 3 역
- 송복철 : 짝귀부하 역
- 원남연 : 와꾸부하 역